# Eriopyga melanogaster
Eriopyga melanogaster är en fjärilsart som beskrevs av Achille Guenée 1852. Eriopyga melanogaster ingår i släktet Eriopyga och familjen nattflyn. Inga underarter finns listade i Catalogue of Life.